# Henryk Sakowski
Henryk Sakowski (ur. 15 lipca 1963) – polski bokser, mistrz Polski.
Wystąpił w wadze papierowej (do 48 kg) na mistrzostwach Europy w 1983 w Warnie, lecz przegrał pierwszą walkę z późniejszym złotym medalistą Ismaiłem Mustafowem z Bułgarii. W tym samym roku zajął 3. miejsce w wadze muszej (do 51 kg) w Mistrzostwach Armii Zaprzyjaźnionych we Frankfurcie nad Odrą.
Był mistrzem  Polski w wadze papierowej w 1983 oraz brązowym medalistą w wadze papierowej w 1986 i w wadze muszej w 1990. Był również młodzieżowym mistrzem Polski w wadze papierowej w 1982 oraz wicemistrzem Polski juniorów w tej kategorii w 1980.